# Graphiurus
Sous-famille
Genre
La sous-famille des Graphiurinae a été créée par le zoologiste danois Herluf Winge (1857-1923) en 1887. Elle ne contient que le seul genre Graphiurus et un nombre encore discuté de sous-genres et d'espèces de loirs appelées loirs africains.
Certains auteurs classent encore les Graphiurinae dans la famille des Myoxidae, un sous-ordre des Myomorpha.

## Taxons inférieurs
Ce genre comprend les sous-genres et espèces suivantes :

### Liste d'espèces
Selon Catalogue of Life (3 mai 2012) et ITIS (3 mai 2012) :
- Graphiurus christyi Dollman, 1914
- Graphiurus crassicaudatus (Jentink, 1888)
- Graphiurus hueti Rochebrune, 1883
- Graphiurus kelleni (Reuvens, 1890)
- Graphiurus lorraineus Dollman, 1910
- Graphiurus microtis (Noack, 1887)
- Graphiurus monardi (St. Leger, 1936)
- Graphiurus murinus (Desmarest, 1822)
- Graphiurus ocularis (A. Smith, 1829)
- Graphiurus olga (Thomas, 1925)
- Graphiurus parvus (True, 1893)
- Graphiurus platyops Thomas, 1897
- Graphiurus rupicola (Thomas & Hinton, 1925)
- Graphiurus surdus Dollman, 1912

Selon NCBI (3 mai 2012) :
- Graphiurus lorraineus
- Graphiurus microtis
- Graphiurus murinus
- Graphiurus ocularis
- Graphiurus parvus
- Graphiurus platyops

Selon Paleobiology Database (3 mai 2012) :
- Graphiurus murinus
- Graphiurus ocularis
- Graphiurus parvus
- Graphiurus platyops

### Liste des sous-genres et espèces
Selon Mammal Species of the World (version 3, 2005)  (3 mai 2012) :
- sous-genre Graphiurus (Aethoglis)
  - Graphiurus nagtglasii
- sous-genre Graphiurus (Claviglis)
  - Graphiurus crassicaudatus
- sous-genre Graphiurus (Graphiurus)
  - Graphiurus angolensis
  - Graphiurus christyi
  - Graphiurus johnstoni
  - Graphiurus kelleni
  - Graphiurus lorraineus
  - Graphiurus microtis
  - Graphiurus monardi
  - Graphiurus murinus
  - Graphiurus ocularis
  - Graphiurus platyops
  - Graphiurus rupicola
  - Graphiurus surdus